# All-American Comics
All-American Comics era una serie a fumetti pubblicata negli Stati Uniti d'America dal 1939 dalla All-American Publications e che venne poi inglobata dalla DC Comics.  Alcuni personaggi creati appositamente per questa testata, come Lanterna Verde, Atomo, Red Tornado, Dottor Mid-Nite e Sargon lo Stregone, divennero poi personaggi di primaria importanza nella continuity DC.

## Storia editoriale
All-American Comics pubblicò 102 numeri dall'aprile 1939 all'ottobre 1948. Alcune delle uscite più significative furono il n. 16 nel quale esordì il personaggio di Lanterna Verde della Golden Age, e il n. 19, esordio dell'Atomo della Golden Age e ultima apparizione di Ultra-Man.
Oltre che per Lanterna Verde, Atomo, Red Tornado, Dottor Mid-Nite e Sargon lo Stregone, la testata si caratterizzava anche per la ristampa di strisce a fumetti dei giornali, e per altre serie originali come Hop Harrigan, Toonerville Folks, Scribbly, Mutt and Jeff e Ripley's Believe It or Not!.
All-American Publications e tutte le testate ad essa collegate furono inglobate dalla National Periodicals, che poi divenne la DC Comics, nel 1946. Nel 1948, in risposta alla richiesta da parte dei fan di fumetti western, la testata All-American Comics fu totalmente rinnovata e cambiò il suo nome in All-American Western. Nel 1952 venne nuovamente rivoluzionata, trasformandosi in All-American Men of War, che prolungò la vita della pubblicazione di altri due numeri prima di venire definitivamente cancellata (la DC rilanciò immediatamente All-American Men of War, ma con una nuova numerazione). All-American Western avrebbe aggiunto Johnny Thunder all'Universo DC.
Nel 1999 fu creato un numero speciale che entra a far parte della story-line "Il ritorno della JSA".